# العلاقات الأردنية الصينية
العلاقات الأردنية الصينية هي العلاقات الثنائية التي تجمع بين الأردن والصين.

## مقارنة بين البلدين
هذه مقارنة عامة ومرجعية للدولتين:
| وجه المقارنة                                              | الأردن                   | الصين                    |
| --------------------------------------------------------- | ------------------------ | ------------------------ |
| المساحة (كم2)                                             | 89.34 ألف                | 9.60 مليون               |
| عدد السكان (نسمة)                                         | 9.81 مليون               | 1.33 مليار               |
| الكثافة السكانية (ن./كم²)                                 | 109.81                   | 138.54                   |
| العاصمة                                                   | عمان                     | بكين                     |
| اللغة الرسمية                                             | اللغة العربية            | اللغة الصينية القياسية   |
| العملة                                                    | دينار أردني              | رنمينبي                  |
| الناتج المحلي الإجمالي (بليون دولار)                      | 40.07 مليار              | 12.24 تريليون            |
| الناتج المحلي الإجمالي (تعادل القوة الشرائية) بليون دولار | 82.80 مليار              | 19.82 تريليون            |
| الناتج المحلي الإجمالي الاسمي للفرد دولار أمريكي          | 4.94 ألف                 | 8.03 ألف                 |
| الناتج المحلي الإجمالي للفرد دولار أمريكي                 | 12.05 ألف                | 13.21 ألف                |
| مؤشر التنمية البشرية                                      | 0.748                    | 0.728                    |
| رمز المكالمات الدولي                                      | +962                     | +86                      |
| رمز الإنترنت                                              | .jo                      | .cn، .中国 ‏، .中國 ‏      |
| المنطقة الزمنية                                           | ت ع م+02:00، ت ع م+03:00 | توقيت الصين، ت ع م+08:00 |

## مدن متوأمة
في ما يلي قائمة باتفاقيات التوأمة بين مدن أردنية وصينية:
- ترتبط عمان مع بكين باتفاقية توأمة منذ 2004.[14][15][15][14]
- ترتبط إربد مع تشنغتشو باتفاقية توأمة.

## منظمات دولية مشتركة
يشترك البلدان في عضوية مجموعة من المنظمات الدولية، منها:
| علم المنظمة | اسم المنظمة                                                | تاريخ انضمام الأردن | تاريخ انضمام الصين |
| ----------- | ---------------------------------------------------------- | ------------------- | ------------------ |
|             | وكالة ضمان الاستثمار متعدد الأطراف                         | 12 أبريل 1988       | 30 أبريل 1988      |
|             | منظمة الشرطة الجنائية الدولية                              | ?                   | ?                  |
|             | منظمة حظر الأسلحة الكيميائية                               | ?                   | ?                  |
|             | منظمة التجارة العالمية                                     | ?                   | 11 ديسمبر 2001     |
|             | الأمم المتحدة                                              | 14 ديسمبر 1955      | 25 أكتوبر 1971     |
|             | العملية المشتركة للاتحاد الأفريقي والأمم المتحدة في دارفور | ?                   | ?                  |
|             | مؤسسة التمويل الدولية                                      | 20 يوليو 1956       | 15 يناير 1969      |
|             | يونسكو                                                     | 14 يونيو 1950       | 4 نوفمبر 1946      |
|             | مؤسسة التنمية الدولية                                      | 4 أكتوبر 1960       | 24 سبتمبر 1960     |
|             | البنك الدولي للإنشاء والتعمير                              | 29 أغسطس 1952       | 27 ديسمبر 1945     |
|             | المركز الدولي لتسوية المنازعات الاستشارية                  | 29 نوفمبر 1972      | 6 فبراير 1993      |
|             | الاتحاد البريدي العالمي                                    | ?                   | ?                  |
|             | الاتحاد الدولي للاتصالات                                   | 20 مايو 1947        | 1 سبتمبر 1920      |

## وصلات خارجية
- موقع وزارة الخارجية الأردنية
- موقع وزارة الخارجية الصينية